# Christopher Cockerell
Pour les articles homonymes, voir Cockerell.
Christopher Sydney Cockerell, né le 4 juin 1910 à Cambridge et mort le 1er juin 1999 à Hythe (Hampshire), est un inventeur et ingénieur britannique, inventeur de l'aéroglisseur.

## Biographie

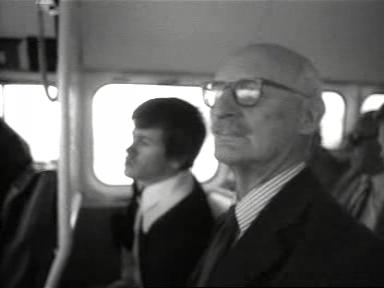
Christopher Cockerell.

Christopher Cockerell est né à Cambridge, en Angleterre, où son père, Sir Sydney Cockerell, était conservateur du Fitzwilliam Museum, après avoir été le secrétaire de William Morris.
Christopher Cockerell a étudié à la Gresham's School de Holt. Il est ensuite entré à l'Université de Cambridge comme étudiant de premier cycle à Peterhouse où il a étudié la technologie. Il est plus tard retourné à Cambridge pour étudier la radio et l'électronique.
Il a commencé sa carrière pour W. H. Allen & Sons, puis pour Radio Research Company, et enfin pour la société Marconi en 1935. Il s'est marié peu après. Il y est resté chez Marconi jusqu'en 1951.
Sa grande invention, en 1953, est l'aéroglisseur. Il teste son idée à l'aide d'un aspirateur et de deux boîtes de conserve. En 1955, il dispose d'un prototype fonctionnel en balsa. L'idée ne rencontre pas un succès immédiat : il est forcé de vendre ses biens personnels afin de financer sa recherche. En 1959, un prototype croise sur la Manche, entre Douvres et Calais.
Cockerell a été fait chevalier en 1969 pour services rendus à la technologie.

## Commémoration

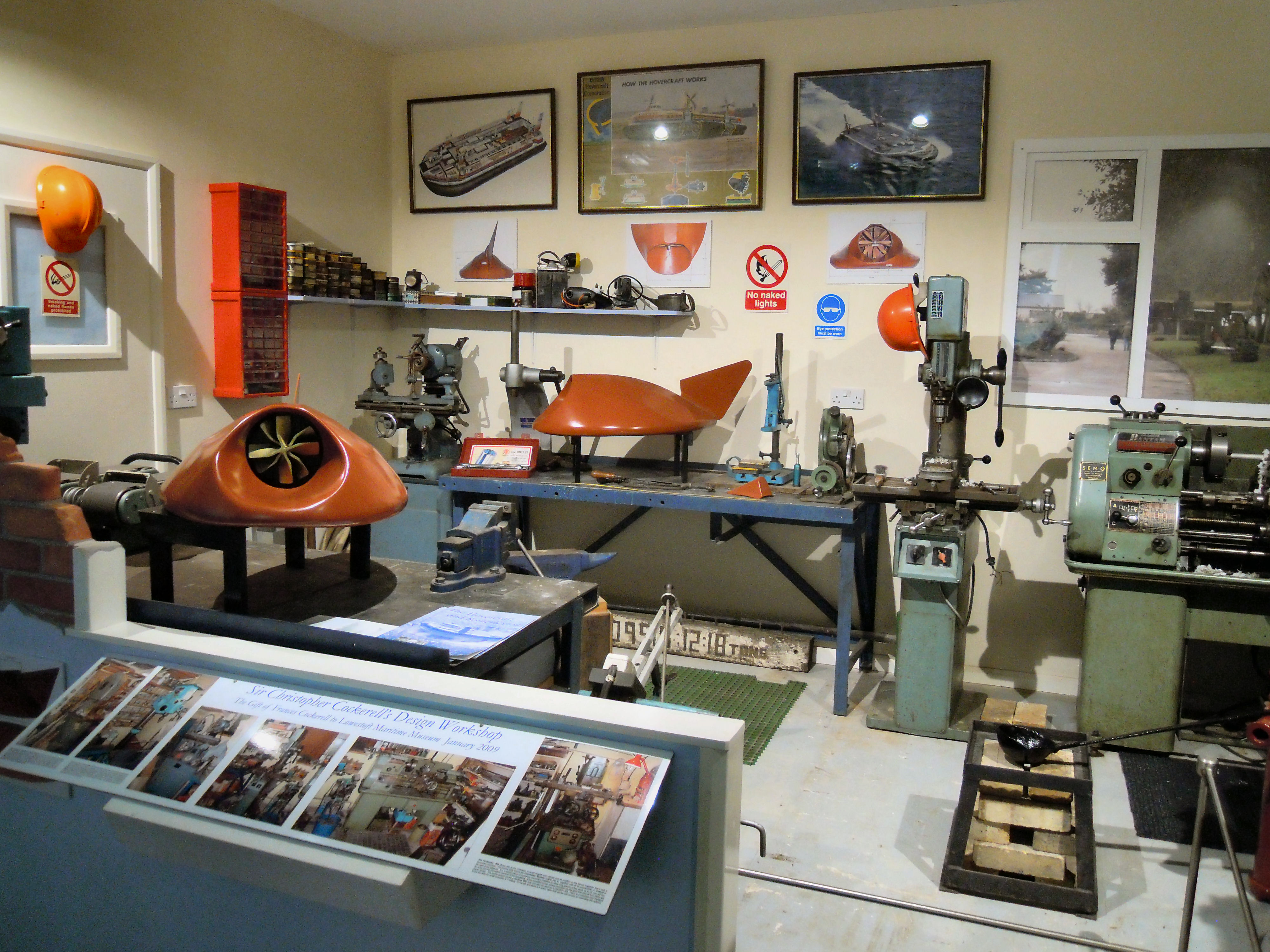
Son atelier réassemblé au Lowestoft Maritime Museum.

De son vivant, l'aéroglisseur  GH2008 Sir Christopher  a été nommé d'après son inventeur. Il a été exploité par Hoverlloyd (plus tard Hoverspeed) sur le détroit de la Manche, de 1972 à 1991.
Une plaque à Cockerell Rise, East Cowes, Île de Wight, marque l'emplacement de White Cottage, où Cockerell a vécu et travaillé. Le chalet a été démoli mais le garage est toujours debout. La plaque a été conçue par les « Friends of East Cowes » avec le soutien financier du Big Lottery Fund.
L'atelier de Cockerell, y compris son tour, a été offert au Musée maritime de Lowestoft, à sa mort en 1999, où il a été réassemblé. Il est maintenant exposé au public.